# Zonitis melanoptera
Zonitis melanoptera es una especie de coleóptero de la familia Meloidae.

## Distribución geográfica
Habita en Nueva Caledonia.